# Спарта (Роттердам)
«Спарта» (нід. Sparta Rotterdam, нід. вимова: [ˈspɑrtaː ˌrɔtərˈdɑm]) — нідерландський футбольний клуб з міста Роттердам. Виступає у Ередивізі, домашні матчі проводить на стадіоні «Гет Кастел», що здатний вмістити понад 11 тисяч осіб.
Заснований 1888 року, і є найстарішим професійним футбольним клубом Нідерландів. За свою історію 6 разів ставав чемпіоном країни.

## Історія
Вперше команда була заснована ще в 1887 році, але незабаром клуб був швидко розформований. Лише 1 квітня 1888 року попередні засновники старої «Спарти» вирішили заснувати крикетний клуб під назвою «Спарта». Через два місяці, в липні 1888 року було створено футбольну команду «Спарта».
У 1890 році клуб провів свій перший офіційний футбольний матч, а в 1892 році було вирішено остаточно розпустити крикетний клуб «Спарта». У Вищу футбольну лігу Нідерландів «Спарта» потрапила 23 квітня 1893 року, в тому ж році клуб провів свій перший міжнародний матч. У 1897 клуб самовільно покинув чемпіонат, причиною стало сумнівне суддівство в багатьох матчах проти «Спарти», проте, клуб продовжив своє існування. У 1899 році керівництво «Спарти» побувало на матчі англійського клубу «Сандерленд», чия червоно-біла форма дуже сподобалася керівництву «Спарти». Під враженням було вирішено використовувати клубні кольори «Сандерленда» в «Спарті». Червоно-білі майки та чорні шорти використовуються і до цього дня.
До сезону 2002/03 «Спарта» завжди виступала в Ередивізі, але в 2002 році команда вилетіла в другий дивізіон. У сезоні 2005/06 клуб знову повернувся в еліту країни, а через три сезони, команда знову вилетіла. Чергове повернення до вищого дивізіону сталося за підсумками сезону 2015/16.

## Досягнення
- Чемпіонат Нідерландів:
  -  Чемпіон (6): 1908/09, 1910/11, 1911/12, 1912/13, 1914/15, 1958/59
- Кубок Нідерландів:
  -  Володар (3): 1957/58, 1961/62, 1965/66
- Ерстедивізі (рівень 2):
  -  Чемпіон (1): 2015/16

## Склад команди
Станом на 4 серпня 2016
| №  | Поз. | Нац.       | Гравець                 |
| -- | ---- | ---------- | ----------------------- |
| 1  | ВР   | Нідерланди | Нік Олей                |
| 2  | ЗХ   | Нідерланди | Бойд Рейт               |
| 1  | ВР   | Нідерланди | Рой Кортсміт            |
|    | ВР   | Нідерланди | Браян Янссен            |
|    | ВР   | Нідерланди | Міхаель Верріпс         |
|    | ЗХ   | Нідерланди | Абдул Баї Камара        |
|    | ЗХ   | Нідерланди | Даніель Бредейк         |
| 5  | ЗХ   | Нідерланди | Міхаель Броєр (Капітан) |
| 10 | ЗХ   | Австралія  | Кеннет Дугалл           |
| 6  | ЗХ   | Нідерланди | Рік ван Дронглен        |
|    | ЗХ   | Нідерланди | Дерой Дуарте            |
| 2  | ЗХ   | Аруба      | Дензел Дюмфріс          |
|    | ЗХ   | Нідерланди | Шерел Флоранус          |
|    | ЗХ   | Нідерланди | Рік Кеттінг             |
|    | ЗХ   | Нідерланди | Рюггеро Маннес          |
|    | ЗХ   | Нідерланди | Давид Мендес да Сильва  |
| 3  | ЗХ   | Франція    | Флоріан Пінтео          |
|    | ЗХ   | Нідерланди | Сержино Санчес          |
|    | ЗХ   | Нідерланди | Барт Врендс             |
|    | ПЗ   | Нідерланди | Угур Алтинтас           |

| №  | Поз. | Нац.       | Гравець                               |
| -- | ---- | ---------- | ------------------------------------- |
|    | ПЗ   | Нідерланди | Джеймі Брют                           |
| 11 | ПЗ   | Іспанія    | Іван Калеро                           |
| 8  | ПЗ   | Нідерланди | Март Дейкстра                         |
|    | ПЗ   | Нідерланди | Роберт Клаасен                        |
|    | ПЗ   | Нідерланди | Пако ван Морсел                       |
| 4  | ПЗ   | Бельгія    | Раян Санусі                           |
|    | ПЗ   | Нідерланди | Стейн Сперінгс                        |
|    | НП   | Нідерланди | Рагнар Аше                            |
|    | НП   | Нідерланди | Ільяс Альхафт                         |
| 9  | НП   | Нідерланди | Закарія Ель-Аззузі (в оренді з Аяксу) |
|    | НП   | Нідерланди | Роланд Бергкамп                       |
| 7  | НП   | Бельгія    | Лоріс Броно                           |
|    | НП   | Франція    | Сіріл Шеврої                          |
|    | НП   | Нідерланди | Ловет Фелісія                         |
|    | НП   | Австралія  | Крейг Гудвін                          |
|    | НП   | Гвінея     | Матіас Погба                          |
|    | НП   | Бельгія    | Аллесандро Родрігес                   |
|    | НП   | Нідерланди | Акрам Салхі                           |
|    | НП   | Нідерланди | Фінн Стоккерс                         |
|    | НП   | Нідерланди | Томас Верхар                          |

## Виступи в єврокубках
- КР = Кваліфікаційний раунд
- 1Р = Перший раунд
- 2Р = Другий раунд
- 3Р = Третій раунд
- 1/4 = Чвертьфінал

| Сезон   | Змагання                     | Раунд | Клуб                   | Результат         |
| ------- | ---------------------------- | ----- | ---------------------- | ----------------- |
| 1959–60 | Кубок Європейських чемпіонів | 1Р    | Гетеборг               | 3–1, 1–3, 3–1     |
| 1959–60 | Кубок Європейських чемпіонів | 1/4   | Рейнджерс              | 2–3, 1–0, 2–3     |
| 1962–63 | Кубок володарів кубків       | КР    | Лозанна                | 0–3, 4–2          |
| 1966–67 | Кубок володарів кубків       | 1Р    | Флоріана               | 1–1, 6–0          |
| 1966–67 | Кубок володарів кубків       | 2Р    | Серветт                | 0–2, 1–0          |
| 1970–71 | Кубок ярмарків               | 1Р    | Акранес                | 6–0, 9–0          |
| 1970–71 | Кубок ярмарків               | 2Р    | Колрейн                | 2–0, 2–1          |
| 1970–71 | Кубок ярмарків               | 3Р    | Баварія                | 1–2, 1–3          |
| 1971–72 | Кубок володарів кубків       | 1Р    | Левскі-Спартак         | 1–1, 2–0          |
| 1971–72 | Кубок володарів кубків       | 2Р    | Црвена Звезда          | 1–1, 1–2          |
| 1983–84 | Кубок УЄФА                   | 1Р    | Колрейн                | 4–0, 1–1          |
| 1983–84 | Кубок УЄФА                   | 2Р    | Карл Цейс              | 3–2, 1–1          |
| 1983–84 | Кубок УЄФА                   | 3Р    | Спартак Москва         | 1–1, 0–2          |
| 1985–86 | Кубок УЄФА                   | 1Р    | Гамбург                | 2–0, 0–2 (4–3 п.) |
| 1985–86 | Кубок УЄФА                   | 2Р    | Боруссія Менхенгладбах | 1–1, 1–5          |

## Відомі гравці
- Дік Адвокат
- Данні Блінд
- Луї ван Гал
- Мішель Бройер
- Давид Мендес да Сильва